# Knol
Knol（日本語表記は未公表）はGoogleがホスティングしていたユーザー生成型ナレッジ・ベースのプロジェクト。2012年4月30日をもって終了した。

## 概要
この計画は2007年12月13日にGoogleの公式ブログにおいてGoogleの技術担当副社長ウディ・マンバーにより公表された。マンバーによれば、Knolが対象とするトピックは、科学的概念から医療情報、地理歴史から娯楽、製品情報からハウツー記事までと幅広い。またKnolのページは「そのトピックについて初めて検索する人が読みたいと思うようなもの」となる。
"knol" という言葉は、"unit of knowledge"（知識のユニット、単位）という意味のGoogleによる造語で、プロジェクト自体を指すと共に、このプロジェクトにおける個々の記事をも指す。BBCによれば、KnolはGoogleがウィキペディアに対抗するための企画であると多くの人から目されている。
Googleサイトでは、Knolのスクリーンショット、「不眠症」のknolが一例として公開されている。Knolのサイトは最初、非公開の招待制ベータ版であり、Search Engine Land編集長Danny Sullivanによれば、この形式は今後変更されるかもしれないし、Knolのサービスそのものが結局公開されないままに終わる可能性もあるとされたが、その後一般公開された。
しかしながら、2011年11月22日に、Knolの終了が発表された。サービスは2012年4月30日に停止され、同年5月1日〜10月1日の間は閲覧できないが記事のダウンロードがGoogle Takeoutから行えるようになっている。
"knol"の日本語表記は未公表であるが、ニューズウィーク日本版は記事の中で「ノル」としている。『デジタル大辞泉』では、「ノール」の見出しで収録・解説されている。

## 形式
Knolの記事はそれぞれ、一人の著者によって執筆されていた。他のユーザーは、著者の許可がある場合のみ執筆が可能となった。読者は評価やコメントをつけることができた。同じトピックに関して、複数の著者がそれぞれ独自の記事を書くことが可能だった。Googleは、誰が何を書いたかわかれば、コンテンツを利用する読者にとって大きな助けになるだろうとしていた。
マンバーによれば、Googleは「knolが執筆者それぞれの意見と視点を含むものとなる」ことを希望しており、執筆者は自分のknolに広告を表示させるかどうかも決めることができ、その代わりにクリエイティブコモンズ(CC)ライセンスを適用することもできるとしていた。広告表示を許す場合には、その広告収益からかなりの利益分配を受け取ることも可能だった。Google以外の会社の広告を表示できるようにするかどうかについては、Sullivanによれば、マンバーは可能性がないわけではないと言ったとのことである。マンバーはまた、「Googleはどんな意味においても編集者としてかかわることはなく、特定のコンテンツを優遇することもないだろう。編集責任と管理権はすべてそれぞれの執筆者にゆだねられる」と言っていた。

## 外部の反応
Knolが2007年12月に発表されて以来、Knolを企画したGoogleの動機や、運営者というよりむしろコンテンツの作り手としての立ち位置についてさまざまの憶測が流れた。ガーディアンのJack Schofieldは、「Knolはメディア産業全般への攻撃を象徴している」と説く。
Knolは、ウィキペディアやスカラーペディア、About.comのような百科事典サイトのライバルとして描写されると同時に、ウィキペディアへの補完物ともみなされてきた。ウィキペディアを運営している非営利のウィキメディア財団は、「良質のフリー・コンテンツは多ければ多いほど良い」とGoogleのKnolを歓迎した。ウィキペディアの記事が複数執筆者により「中立的な観点」という方針で執筆されるのに対して、Knolは著者の存在を強調することにより個人に焦点を当て、Everything2やHelium.comの記事同様、Knolは著者の個人的見解を含んでいた。
Knolの形式を見て、ウィキペディアよりむしろAbout.comに近いという人々もいた。DailyTechのライター、Wolfgang Hanssonによれば、KnolはそもそもGoogleがAbout.comの買収を検討した時に企画されたのかもしれないという。Hassonは、About.comの買収を良く知る複数のソースによれば、GoogleはAbout.comを買収しようと計画していたが、About.comの幹部はGoogleがAbout.comのモデルをウィキスタイルに変更する予定だと知ったという。これが実現していれば、およそ500人のAbout.comの「ガイド」はレイオフされることを意味した。
Googleの検索結果が利害の対立がある時にも中立的であり続けられるかどうかについて議論した人々もいた。Search Engine Landの編集者、Danny Sullivanによれば、「Knolのページをサーチエンジンで見つけやすくするというGoogleのゴールは、不偏・無作為であるべきというGoogleの必要と対立する」という。Center for Digital Democracyのexecutive director、Jeff Chesterも同様の懸念を示す「結局のところ、Googleのビジネスとその社会的目標との間には基本的な対立がある。今目にしているのは、Googleが広告モデルを採用しつつあるところであり、そこでは、人々が自由にアクセスできるものに対して金銭が大きなインパクトを持つだろう」。
こういった懸念に対して、GoogleはYouTubeやBlogger、Google Groupですでに大量のコンテンツをホスティングしていて、Knolのケースもこれらと大差はないという指摘もあった。テクノロジー分野のコメンテイター、ニコラス・G・カーは、Googleはもっとも人気のあるknolページが検索結果の中で自然に上位に来て、ウィキペディアに対抗してGoogleの広告を表示する新たなコンテンツ領域を提供することを期待していると述べて、Googleが検索結果を操作するかもしれないという予測は却下した。